# 新港化学军火库
新港化学军火库或纽波特化工仓库（英語：Newport Chemical Depot），前称沃巴什河军械工程（英語：Wabash River Ordnance Works）、纽波特陆军军工厂（英語：Newport Army Ammunition Plant），是美国陆军一座占地6,990-英畝（28.3-平方）的化学武器大批量贮存、销毁工厂，位于印第安纳州中部的纽波特、特雷霍特北部32英里（51）处。该军火库曾生产了美国持有的全部VX神经毒剂。